# São Sebastião (nau de 1767)
A São Sebastião foi uma nau de linha de 64 peças da Marinha Portuguesa, lançada ao mar no Rio de Janeiro em 8 de fevereiro de 1767, tendo sido construída por António da Silva no Arsenal Real de Marinha do Rio de Janeiro.

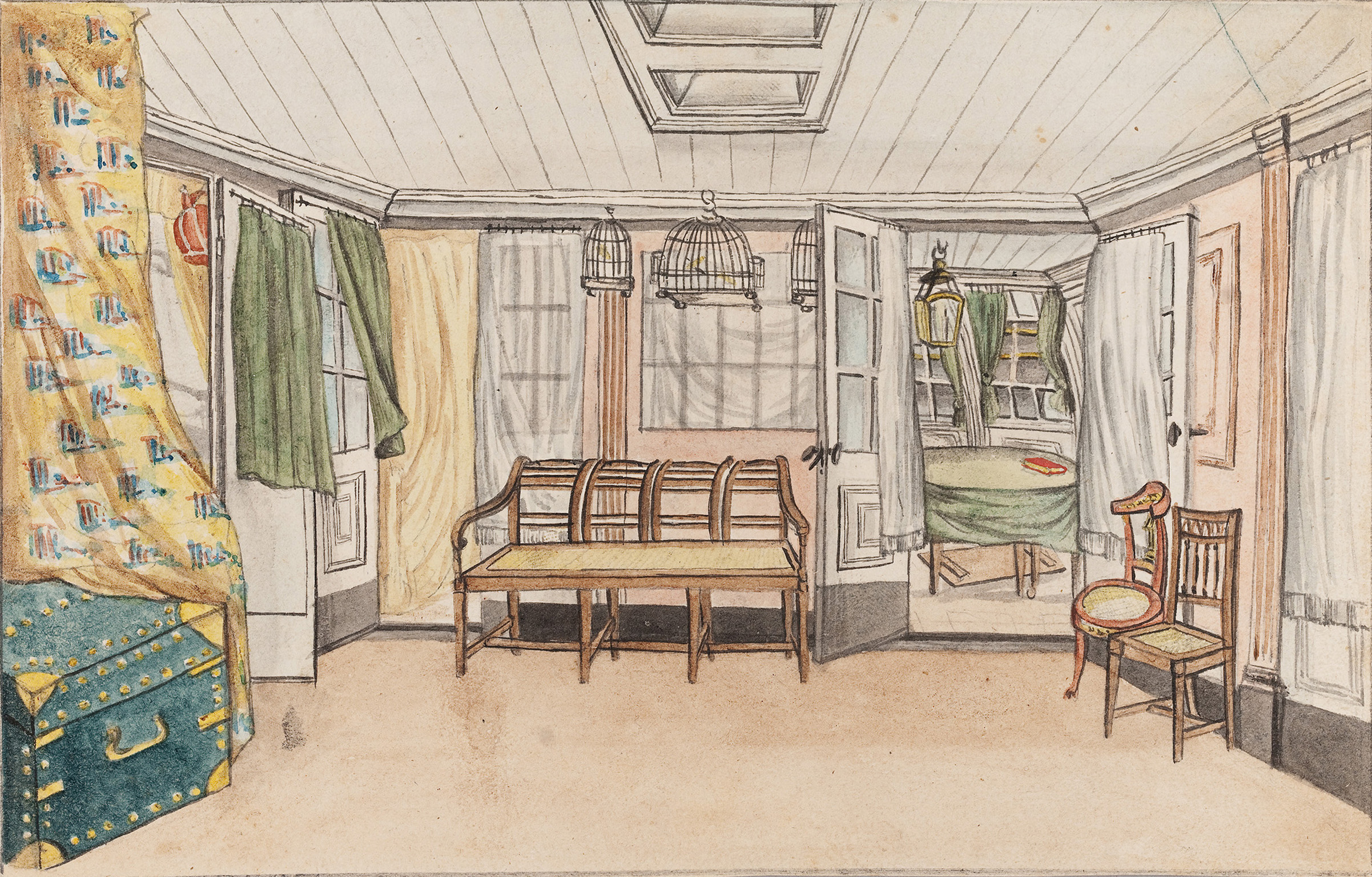
Sala de estar no interior da nau S. Sebastião, por Franz Josef Frühbeck